# Clare Polkinghorne
Clare Polkinghorne, née le 1er février 1989 à Brisbane, est une footballeuse internationale australienne évoluant au poste de défenseure centrale. 

## Biographie
Elle participe à la Coupe du monde en 2007, 2011 et 2015. En 2016, elle participe aux Jeux olympiques d'été de 2016.
Elle fait partie des 23 joueuses retenues afin de participer à la Coupe du monde 2019 organisée en France